# Maboya
En la mitología taína, Maboya es un espíritu malicioso al que los indios taíno del Caribe le suponen el causante de todas las desgracias, los males y las enfermedades y creen que para atormentarles se les aparece bajo distintas formas. Los maboyas solo salían de noche para hacer sus fechorías. El más famoso de ellos es la ciguapa. Este tenía la apariencia de una mujer con los pies dispuestos mirando hacia atrás. Se dedicaba a robarse a los recién nacidos. Era difícil seguirle debido a que siempre dejaba un rastro opuesto a causa de la posición de sus pies.
Para atraerlo llevan unas figurillas, que le representa, colgadas al cuello en la creencia de que de este modo quedan libres de todo mal.